# خافيير باروسو
خافيير باروسو سانشيز-غيرا (3 ديسمبر 1903- 10 سبتمبر 1990) كان لاعب كرة قدم إسباني لعب كحارس مرمى لفريق أتلتيكو مدريد في عشرينيات القرن العشرين، ثم أصبح مدربًا للفريق في عام 1932. ثم شغل منصب الرئيس الحادي عشر للاتحاد الإسباني لكرة القدم من عام 1941 إلى عام 1946، وكذلك الرئيس العشرين لأتلتيكو بين عامي 1955 و1964.
شارك في بناء ملعبي سانتياغو برنابيو وفيسينتي كالديرون بصفته مهندسًا معماريًا.

## المسيرة الرياضية

### مسيرة اللعب
وُلِد باروسو في مدريد في 3 ديسمبر 1903، وبدأ مسيرته الكروية في نادي مسقط رأسه ريال مدريد في عام 1919 وعمره 16 عامًا، حيث بقي لمدة عامين حتى عام 1921، ولم يلعب سوى مباراتين رسميتين، وكلاهما في بطولة المنطقة المركزية 1919-1920، والتي فاز بها مدريد. انضم إلى غريمه أتلتيكو مدريد في عام 1921، ولعب معه لمدة ست سنوات حتى عام 1927، ولعب إجمالي 46 مباراة  وساعد فريقه على الفوز ببطولة سنترو 1924-1925.[بحاجة لمصدر]

### المهنة الإدارية
ظل باروسو مرتبطًا بأتلتيكو بعد اعتزاله، حيث عمل كواحد من مديريه لمدة ثلاث سنوات من عام 1931 حتى عام 1934،  وحتى كمدرب له في أوائل عام 1932، وأشرف على 13 مباراة في دوري الدرجة الثانية، والتي انتهت بـ 6 انتصارات وتعادل واحد و6 خسائر.

### رئيس الاتحاد الاسباني لكرة القدم ونادي اتلتيكو مدريد
حل باروسو محل لويس ساورا كرئيس جديد للاتحاد الإسباني لكرة القدم في 15 أغسطس 1941، وهو المنصب الذي شغله لمدة خمس سنوات تقريبًا حتى 14 أبريل 1946. عندما استقال في أعقاب قضية أنطونيز بين ريال بيتيس وإشبيلية؛ ليحل محله خيسوس ريفيرو. بعد توليه الرئاسة بعد عامين فقط من نهاية الحرب الأهلية الإسبانية كُلِّف بإعادة بناء الهيئة الحاكمة لكرة القدم الإسبانية التي زودها بهيكل أكثر حداثة ومتانة.
وبعد بضع سنوات في 11 ديسمبر 1955 تم تعيين باروسو الرئيس العشرين لنادي أتلتيكو مدريد من قبل الجمعية العمومية، وفاز في الانتخابات بـ 123 صوتًا مقابل 77 صوتًا لألفونسو دي لافوينتي. بعد ثلاثة أيام، في 14 ديسمبر، حل رسميًا محل خيسوس سويفوس كرئيس جديد للنادي، وهو المنصب الذي شغله لأكثر من ثماني سنوات حتى 7 يناير 1964. عندما استقال بسبب أزمة اقتصادية ورياضية ليحل محله فيسينتي كالديرون، الذي أحضره باروسو إلى مجلس إدارته.
فاز أتلتيكو بكأس ملك إسبانيا عامي 1960 و1961 تحت رئاسته. شجع على التخلي عن ملعب متروبوليتانو دي مدريد وبدأ بناء ملعب جديد يسمى ملعب مانزاناريس في عام 1961، والذي صممه بالتعاون مع ميغيل أنخيل جارسيا لوماس ماتا (عمدة مدريد) المستقبلي (1973-1976). تم الانتهاء من هذا الملعب من قبل خليفته، وبالتالي تمت إعادة تسميته لاحقًا باسم ملعب فيسينتي كالديرون.
تم تعيين باروسو رئيسًا فخريًا لنادي أتلتيكو من قبل أعضاء النادي في عام 1983.

## مهنة المهندس المعماري
كان باروسو إلى جانب زميله المهندس المعماري بيدرو موجوروزا في عام 1944، الذي كان أيضًا حارس مرمى أتلتيكو مدريد السابق جزءًا من لجنة التحكيم التي اختارت تصميم ملعب سانتياغو برنابيو الجديد. كما قام بتصميم العديد من الثكنات للحرس المدني.
عمل باروسو على تجديد وتوسيع مقر وزارة العدل بين عامي 1941 و1947. نفذ هو وفرانسيسكو كانوفاس ديل كاستيلو توسعة ثانية لقصر الإكويتاتيفا في عام 1945. كما قام بتصميم كلية أنطونيو دي نيبريجا في جامعة كومبلوتنسي بمدريد عام 1951.
من عام 1964 حتى عام 1967 قام بتصميم المقر الرئيسي لكلية العلوم للنشاط البدني والرياضي (1964–67). هذه المرة اتخذ نهجًا معاصرًا واضحًا يتناقض مع أعماله السابقة.

## الوفاة
توفي باروسو في مدريد في 10 سبتمبر 1990 عن عمر يناهز 86 عامًا.

## روابط خارجية
- خافيير باروسو على BDFutbol